# Léon Balcer
Léon Balcer PC (* 13. Oktober 1917 in Trois-Rivières, Québec; † 22. März 1991 in Sainte-Foy, Québec) war ein kanadischer Rechtsanwalt und Politiker der Progressiv-konservativen Partei Kanadas, der sechzehn Jahre lang Abgeordneter des Unterhauses sowie mehrmals Minister war.

## Leben
Balcer absolvierte nach dem Schulbesuch zunächst ein grundständiges Studium, das er mit einem Bachelor of Arts (B.A.) abschloss. Ein darauf folgendes Studium der Rechtswissenschaften an der Universität Laval beendete er mit einem Licenciate of Laws (LL.L.) und war nach seiner anwaltlichen Zulassung als Rechtsanwalt tätig. Während des Zweiten Weltkrieges leistete er von 1941 bis 1945 seinen Militärdienst in der Royal Canadian Navy und wurde zuletzt zum Leutnant zur See befördert. Seine politische Laufbahn begann Balcer Kommunalpolitik, als er zwischen 1946 und 1949 Sekretär und Schatzmeister seiner Geburtsstadt Trois-Rivières war.
Bei der Unterhauswahl vom 27. Juni 1949 wurde er als Kandidat der Progressiv-konservativen Partei im Wahlkreis Trois-Rivières erstmals als Abgeordneter in das Unterhaus gewählt und gehörte diesem mehr als sechzehn Jahre lang bis zur Unterhauswahl am 8. November 1965 an.
Am 16. Januar 1956 wurde Baler Präsident der Progressive Conservative Party und war als solcher bis zum 29. November 1959 neben den damaligen Parteivorsitzenden George A. Drew und im Anschluss John Diefenbaker der führende Politiker seiner Partei.
Am 21. Juni 1957 wurde er von Premierminister John Diefenbaker zum Solicitor General of Canada in das 18. kanadische Kabinett berufen und bekleidete diese Funktion bis zum 10. Oktober 1960. Neben dieser Funktion als einer der wichtigsten Rechtsberater der Regierung war er zugleich vom 21. Juni bis zum 6. August 1957 geschäftsführender Minister für Bergbau und technische Begutachtung sowie zwischen dem 21. Januar und dem 10. Oktober 1960 auch geschäftsführender Staatssekretär für Kanada.
Im Rahmen einer Kabinettsumbildung berief ihn Premierminister Diefenbaker am 11. Oktober 1960 zum Verkehrsminister und bekleidete dieses Amt bis zum Ende der Amtszeit Diefenbakers am 21. April 1963. Zugleich war er vom 11. Juli bis zum 8. August 1962 erneut geschäftsführender Staatssekretär für Kanada.
Nach der Wahlniederlage seiner Partei bei der Unterhauswahl am 8. April 1963 gegen die Liberale Partei Kanadas und dem damit verbundenen Verlust der Regierungsmehrheit wurde Balcer Sprecher der französischsprachigen Gruppe innerhalb seiner Partei. Allerdings wurden die Meinungsverschiedenheiten mit dem Parteivorsitzenden Diefenbaker immer deutlicher, so dass er schließlich wegen des Flaggenstreits am 7. April 1965 aus der Progressiv-konservativen Partei austrat und als Parteiloser Mitglied des Parlaments verblieb.
Bei der Unterhauswahl am 8. November 1965 verzichtete er auf eine erneute Kandidatur. Am 5. Juni 1966 kandidierte er schließlich ohne Erfolg für die Parti libéral du Québec für ein Abgeordnetenmandat in der Nationalversammlung von Québec und zog sich nach dieser Niederlage ins Privatleben zurück.
Ihm zu Ehren wurde in seiner Geburtsstadt Trois-Rivières eine Straße benannt.